# Thalpophila zernyi
Thalpophila zernyi är en fjärilsart som beskrevs av Ramon Agenjo Cecilia 1941. Thalpophila zernyi ingår i släktet Thalpophila och familjen nattflyn. Inga underarter finns listade i Catalogue of Life.